# 30821 Чернетенко
30821 Чернетенко (30821 Chernetenko) — астероїд головного поясу, відкритий 15 вересня 1990 року.
Тіссеранів параметр щодо Юпітера — 3,551.